# Abietinaria inconstans
Abietinaria inconstans är en nässeldjursart som först beskrevs av Clark 1876.  Abietinaria inconstans ingår i släktet Abietinaria och familjen Sertulariidae. Inga underarter finns listade i Catalogue of Life.